# St. Martinus (Erbach)

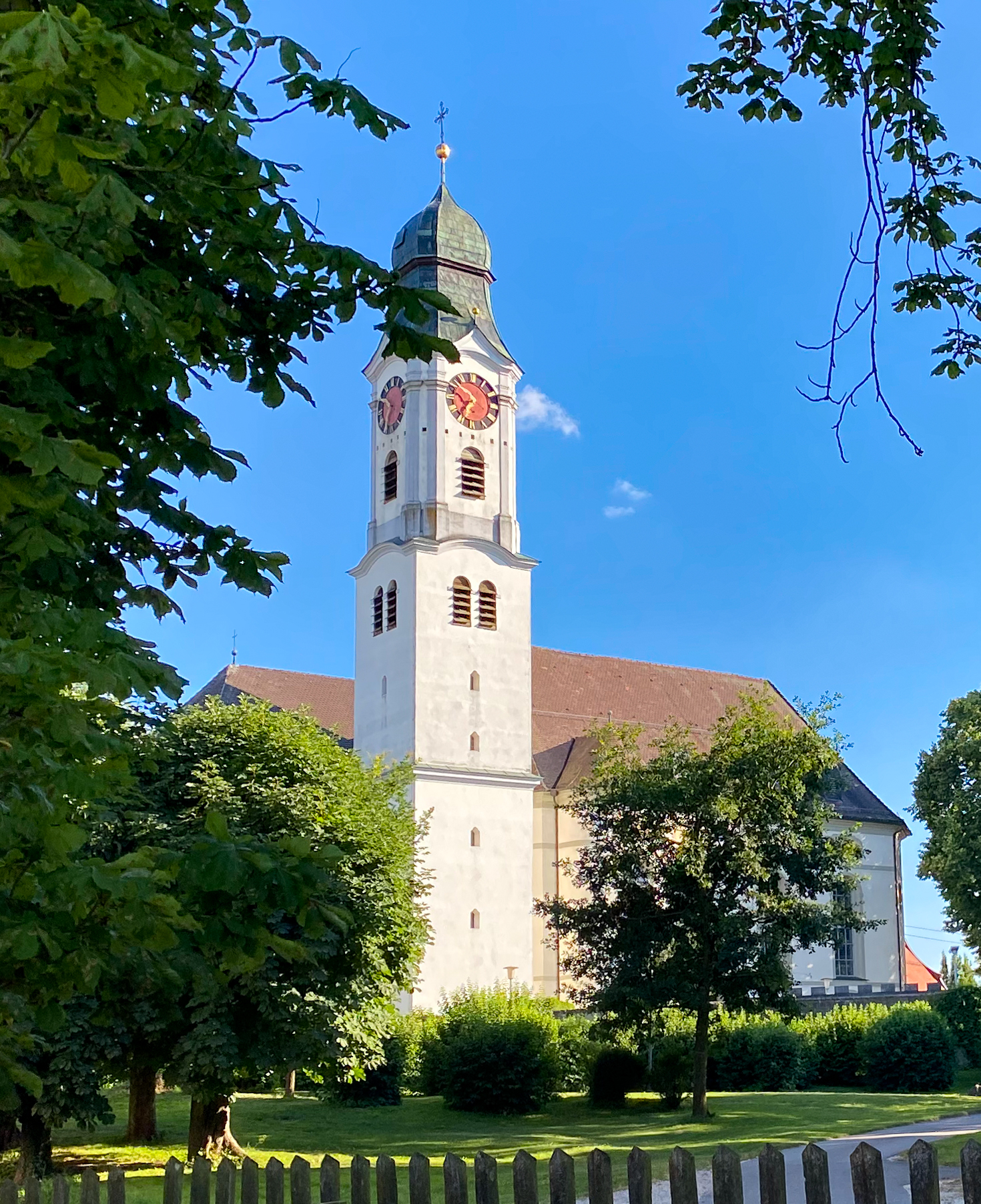
Pfarrkirche St. Martinus (2020)

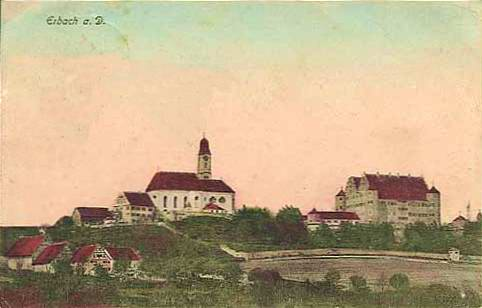
Kirche und Schloss Erbach um 1920

Die Pfarrkirche St. Martinus ist eine Kirche in Erbach an der Donau in Baden-Württemberg. Der heutige Bau von 1767 birgt in seinem Inneren ein bedeutendes Zeugnis des späten Rokokos.

## Geschichte
Die Kirche St. Martinus wurde erstmals 1275 im Konstanzer Zehntbuch urkundlich erwähnt. Sie war eine der ersten Pfarreien der Gegend. 1765 wurde sie wegen Baufälligkeit abgerissen, doch bereits 1767 begann man einen Neubau, finanziert durch die Spende von 28.000 Gulden der beiden Freiinnen Beata und Viktoria von Ulm-Erbach, die dafür fast ihr gesamtes Vermögen einbrachten. 1769 war der Bau mit dem Aufsetzen der Haube auf den 48 Meter hohen Turm fertiggestellt. In der Kirche gibt es eine Loge für die Freiherren von Ulm-Erbach.
In den Jahren 2004 bis 2006 wurde die Kirche aufwendig renoviert. Während dieser Renovierung hielt man die Gottesdienste im nahen Erbacher Schloss ab, das eine eigene Kapelle besitzt.

## Ausstattung

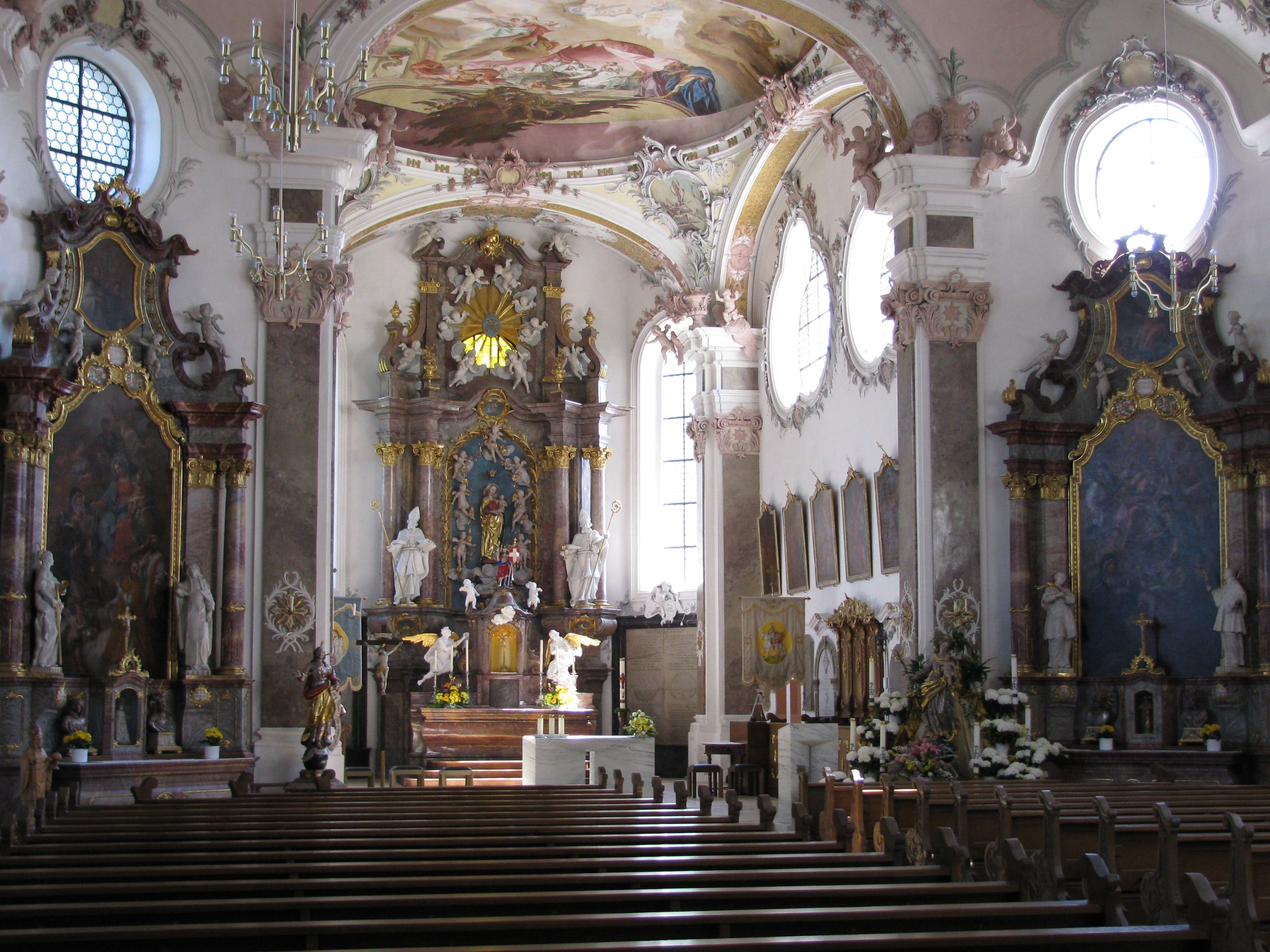
Blick zum Altar

Der Innenraum ist fast vollständig im Stil des späten Rokokos gestaltet, mit aufwendigen Stuckaturen und lebensgroßen Figuren am Hochaltar von Ignaz Finsterwalder und 20 bedeutenden Freskomalereien von Franz Martin Kuen, einem Hauptmeister der schwäbischen Rokokomalerei.

## Orgel
Frühere Orgeln sind in Erbach 1694, 1770 und 1913 bezeugt. So ist bekannt, dass der Ulmer Orgelbauer Chrysostomus Baur 1694 den Auftrag erhielt, ein neues Positiv herzustellen. Das heutige, zunächst für 14 Register gebaute, Gehäuse mit dem später ergänzten Prospekt stammt von 1770. Er geht auf den Oberdischinger Bildhauer Joseph Hegenauer zurück, der auch das beidseitige Chorgestühl (1770) verzierte. 
Die jetzige, 26-registrige, Orgel wurde 1983 von den Gebrüdern Reiser in Biberach als Opus 422 gebaut. Die Disposition ist mit dem Namen Edmund Angele verbunden. Das Instrument hat 26 Register auf zwei Manualwerken und Pedal. Das erste Manual des Spieltisches ist ein Koppelmanual.
| II Hauptwerk C–g3 |             |       |
| 1.                | Prinzipal   | 8′    |
| 2.                | Rohrgedackt | 8′    |
| 3.                | Oktave      | 4′    |
| 4.                | Hohlflöte   | 4′    |
| 5.                | Quinte      | 2 ⁄3′ |
| 6.                | Superoktav  | 2′    |
| 7.                | Mixtur V    | 1 ⁄3′ |
| 8.                | Trompete    | 8′    |

| III Schwellwerk C–g3 |                 |        |
| 09.                  | Harfenprinzipal | 08′    |
| 10.                  | Bleigedackt     | 08′    |
| 11.                  | Prinzipal       | 04′    |
| 12.                  | Koppelflöte     | 04′    |
| 13.                  | Nasat           | 2 ⁄3′  |
| 14.                  | Gemshorn        | 02′    |
| 15.                  | Terz            | 1 3⁄5′ |
| 16.                  | Larigot         | 1 ⁄3′  |
| 17.                  | Scharff IV      | 01′    |
| 18.                  | Dulcian         | 16′    |
| 19.                  | Schalmei-Oboe   | 08′    |
|                      | Tremulant       |        |

| Pedalwerk C–f1 |                  |     |
| 20.            | Subbass          | 16′ |
| 21.            | Prinzipal        | 08′ |
| 22.            | Pommer           | 08′ |
| 23.            | Oktave           | 04′ |
| 24.            | Rauschpfeife III | 02′ |
| 25.            | Posaune          | 16′ |
| 26.            | Bombarde         | 08′ |

- Koppeln: III/II (Suboktavkoppel), II/P, III/P

## Glocken
Das heutige Vierergeläute erklingt in der Tonfolge c´-es´-f´-as´. Am ältesten ist dabei die kleine Evangelistenglocke, die Erbach in guten und bösen Zeiten erlebt hat und viel erzählen könnte. Sie wurde um 1300 von einem unbekannten wandernden Gießer geschaffen und ist schmucklos, trägt aber auf ihrem Mantel die Namen: „+ LVCAS . MATHEUS . JOHANNES . S“. Ihre eherne Schwester, 1555 von STEPHAN FIRST in Ulm gegossen, musste im Ersten Weltkrieg 1917 eingeschmolzen werden. Dasselbe Schicksal erlitten damals auch zwei Bronzestimmen des Ulmer Meisters HANS BRAUN von 1618. So beschaffte die Martinsgemeinde im April 1922 bei HEINRICH ULRICH im thüringischen Apolda vier Stahlgussglocken: eine Marienglocke in d´ (47,12 Ztr.), die heute auf dem Kirchplatz aufgestellt ist; eine Martinusglocke in f´ (26,16 Ztr.), eine Sebastianglocke in g´ (16,20 Ztr.) und eine Wendelinsglocke in a´ (12,74 Ztr.). Die historische Evangelistenglocke diente fortan zum Zeichen für das Angelusgebet. Dieses Geläute konnte im Zweiten Weltkrieg nicht eingeschmolzen werden, war aber auf Dauer von unbefriedigender Tonqualität.
Nachdem im Turm 1975 ein neuer Stahlglockenstuhl eingebaut worden war, ließ die Pfarrgemeinde am 19. November 1999 bei ALBERT BACHERT
(* 17. Juni 1956) in Heilbronn drei neue Bronzestimmen gießen.
Sie wurden am 12. Dezember 1999 durch Kreisdekan Anton König geweiht. Zu diesem Anlass war von PETER LACHENMEYER in Nördlingen die Evangelistenglocke (in as´) restauriert worden. Wie seit 700 Jahren erhebt sie zusammen mit ihren ehernen Schwestern jahrein und jahraus ihre Stimme. Sie verkünden Freud und Leid. An Hochfesten und Feiertagen klingt ihr gemeinsamer Ruf über die Stadt, die Hochsträßhöhen und das Donautal, und ihr Lied ist auch in manchen Nachbarorten, die früher zu St. Martin gehört haben, zu vernehmen.
| Nr. | Name                  | Gussjahr | Gießer                             | Gewicht | Ton |
| --- | --------------------- | -------- | ---------------------------------- | ------- | --- |
| 1   | Dreifaltigkeitsglocke | 1999     | Glockengießerei Bachert, Heilbronn | 2032 kg | c1  |
| 2   | Friedensglocke        | 1999     | Glockengießerei Bachert, Heilbronn | 1219 kg | es1 |
| 3   | Martinusglocke        | 1999     | Glockengießerei Bachert, Heilbronn | 914 kg  | f1  |
| 4   | Evangelistenglocke    | ~1300    | unbekannt                          | 609 kg  | as1 |